# بومرسهایم
بومرسهایم (به آلمانی: Bommersheim) یک منطقهٔ مسکونی در آلمان است که در اوبراورزل واقع شده‌است.